# Synagogue de Mutzig
La synagogue de Mutzig est un monument historique situé à Mutzig, dans le département français du Bas-Rhin.

## Localisation
Ce bâtiment est situé à Mutzig, Rue Haute.

## Historique
L'édifice fait l'objet d'une inscription sur l'inventaire supplémentaire des monuments historiques depuis 1984,,. C'est en 1787 que la Synagogue est édifiée à la demande d'Aaron Meyer, préposé général de la nation juive en Alsace. C'est l'une des plus anciennes synagogues du Bas-Rhin. Mutzig a été le siège du Rabbinat jusqu'en 1915. C'est là que se trouvait le Beth Din (tribunal rabbinique) des Juifs de l'Évêché de Strasbourg au XVIIIe siècle.
Hypothèse : Une plainte déposée auprès des autorités le 23 septembre 1694 pour vandalisme "dans la Synagogue" donne à penser qu'un temple plus ancien a pu exister avant le bâtiment actuel.
La synagogue fut confisquée au temps de la Révolution, puis rendue à la communauté juive. Elle a été en fonction jusqu'à 1939, puis a été entièrement vidée pendant l'occupation. Après la guerre la communauté juive, très réduite, a transformé la tribune des femmes en oratoire.

## Architecture
Les hautes fenêtres et les façades agrémentées de colonnes sont les seuls éléments de ce bâtiment qui font penser à un édifice cultuel, l'ensemble ressemble à une grande maison bourgeoise. La salle se divise en deux parties à l'intérieur : la niche de l'arche sainte à l'est et la tribune des femmes à l'ouest qui sert aussi d'oratoire.